# Austrophlebia subcostalis
Austrophlebia subcostalis – gatunek ważki z rodziny żagnicowatych (Aeshnidae). Endemit Australii; stwierdzony jedynie w północno-wschodniej części stanu Queensland.